# Епархия Аборы
Епархия Аборы (лат. Dioecesis Aborensis) — упразднённая епархия, в настоящее время титулярная епархия Римско-Католической церкви.

## История
Античный город Абора находился в римской провинции Африка и до VII века был центром одноимённой епархии. Епархия Аборы входила митрополию Карфагена. В VII веке епархия Аборы прекратила своё существование.
C 1948 года епархия Аборы является титулярной епархией Римско-Католической церкви.

## Епископы
- упоминается в 411 году — епископ Трифолий ;
- упоминается в 646 году — епископ Фелиций .

## Титулярные епископы
- 9.12.1948 — 11.01.1951 — епископ Bruno-Augustin Hippel S.A.C.[1] — назначен епископом Оудсхурна;
- 14.06.1951 — 21.09.1957 — епископ Jean de Vienne de Hautefeuille C.M.;
- 14.11.1957 — 28.06.1988 — епископ Винцентас Сладкявичус M.I.C. — назначен кардиналом-священником;
- с 13.05.1989 — епископ Vincent Malone.

## Источник
- Annuario Pontificio, Libreria Editrice Vaticana, Città del Vaticano, 2003, стр. 748, ISBN 88-209-7422-3
- Pius Bonifacius Gams, Series episcoporum Ecclesiae Catholicae, Leipzig 1931, стр. 463  (лат.)
- Stefano Antonio Morcelli, Africa christiana, Volume I, Brescia 1816, стр. 64  (лат.)
- La Gerarghia Cattolica